# Protacraga micans
Protacraga micans is een vlinder uit de familie van de Dalceridae. De wetenschappelijke naam van de soort is voor het eerst geldig gepubliceerd in 1924 door Hopp.